# Sandra Giancola
Sandra Marina Giancola Heinlein (4 luglio 1965) è un'ex schermitrice argentina.

## Biografia
È la sorella della schermitrice Silvana Giancola.
Ha partecipato ai Giochi della XXIII Olimpiade di Los Angeles nel 1984 ed ai Giochi della XXV Olimpiade di Barcellona nel 1992.

## Palmarès
In carriera ha conseguito i seguenti risultati:
- Giochi panamericani:

Caracas 1983: bronzo nel fioretto a squadre.
L'Avana 1991: argento nel fioretto individuale e bronzo a squadre.
Mar del Plata 1995: bronzo nel fioretto a squadre.